# Zell (Romrod)
Zell ist der nach Einwohnerzahl zweitgrößte Stadtteil von Romrod im mittelhessischen Vogelsbergkreis.

## Geographie
Zell liegt nordwestlich des Hauptortes. Im Ort treffen sich die Landesstraßen 3070 und 3151. Sie verbinden Zell mit Romrod, Angenrod und Heimertshausen. Im Südosten führt die Bundesautobahn 5 am Ort vorbei.

## Ortsgeschichte

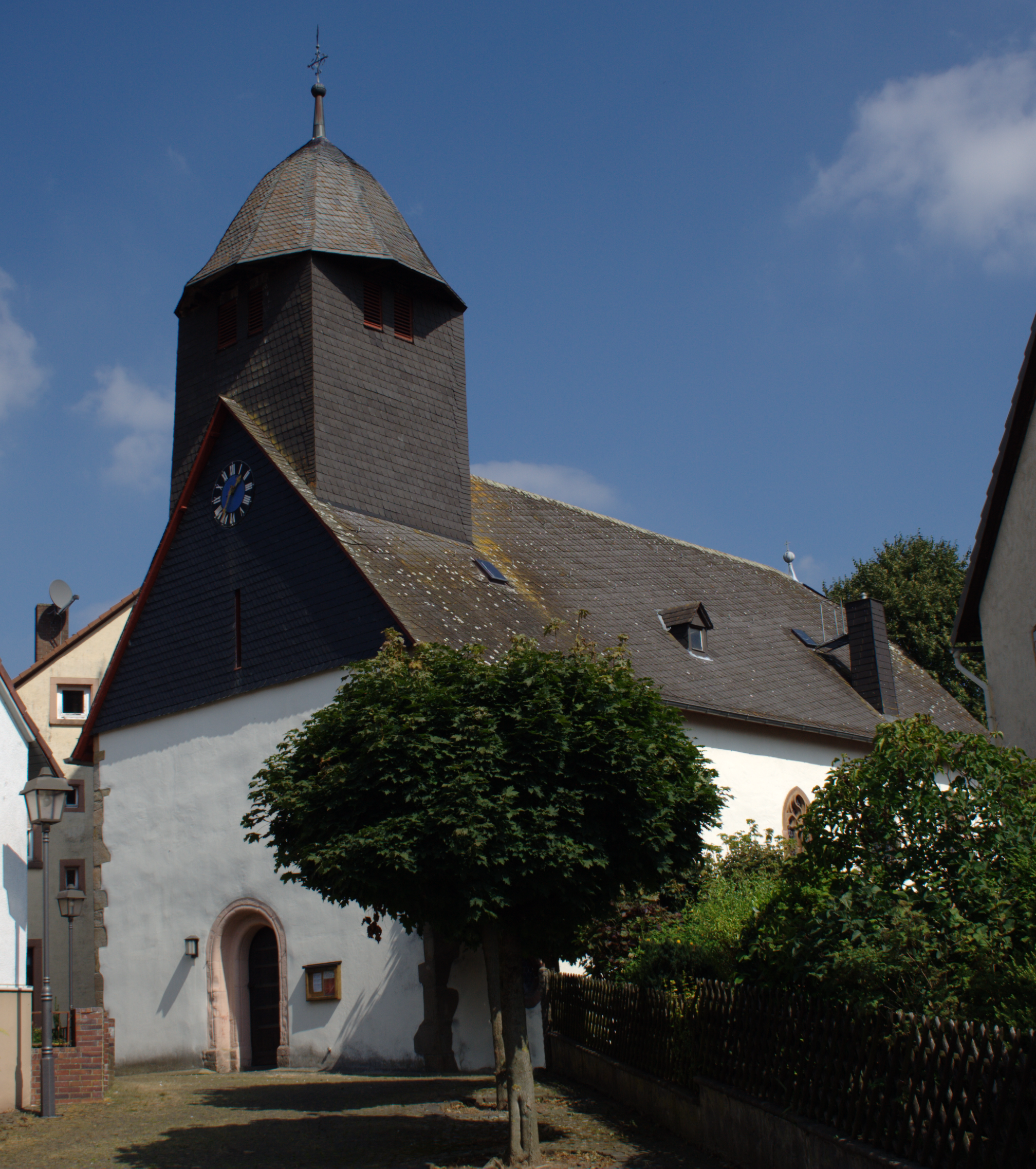
Evangelische Kirche

### Mittelalter
Die urkundliche Ersterwähnung des Ortes erfolgte zwischen 813 und 817 in einer Grenzbeschreibung der dem Kloster Fulda unterstellten Mark Cella. Konkret genannt wird in dem Kopiar, das um 1160 geschrieben wurde, eine Kirche: „... ecclesia in Cella.“ Damit erweist sich der Ort als mönchische Gründung, die im Einflussbereich des Klosters Fulda häufig zu finden sind. Diese Stationen dienten dem Gottesdienst und die Felder wurden von Mönchen bearbeitet.
1278 heißt es:„... quondam de Cella.“ (Einst von Zelle). Womit auch der Ortsname erklärt ist.
Am Ort der heutigen Wehrkirche aus dem 13. Jh. stand wahrscheinlich diese cella.
Das ahd. Wort calla, mhd. Zelle, bedeutet sowohl Klause eines Eremiten als auch kl. Nebenkloster oder Klostergut.

### Neuzeit
Die Statistisch-topographisch-historische Beschreibung des Großherzogthums Hessen berichtet 1830 über Zell:

„Zell (L. Bez. Alsfeld) evangel. Filialdorf; liegt 1 St. von Alsfeld, hat 131 Häuser und 763 Einwohner, die außer 2 Katholiken evangelisch sind. Man findet 1 Kirche, 1 Hof und 2 Mühlen. In der Gemarkung,1⁄2 St. vom Ort, liegt ein Braunkohlenwerk, das aber weil die Holzpreise noch zu niedrig stehen, nicht betrieben wird. Die Einwohner beschäftigen sich stark mit dem Spinnen und der Leineweberei. Zell, früher Celle, gehörte vordem in das Kirchengebiet von Kirtorf.“

Zum 31. Dezember 1971 wurde Zell im Zuge der Gebietsreform in Hessen auf freiwilliger Basus in die Stadt Romrod eingegliedert.

### Verwaltungsgeschichte im Überblick
Die folgende Liste zeigt die Staaten und Verwaltungseinheiten, denen Zell angehört(e):
- vor 1567: Heiliges Römisches Reich, Landgrafschaft Hessen, Amt Romrod
- ab 1567: Heiliges Römisches Reich, Landgrafschaft Hessen-Marburg, Amt Romrod[13]
- 1604–1648: Heiliges Römisches Reich, strittig zwischen Landgrafschaft Hessen-Darmstadt und Landgrafschaft Hessen-Kassel (Hessenkrieg)
- ab 1604: Heiliges Römisches Reich, Landgrafschaft Hessen-Darmstadt,Oberfürstentum Hessen, Oberamt Alsfeld, Amt Romrod
- ab 1806: Großherzogtum Hessen,[Anm. 2] Fürstentum Oberhessen, Oberamt Alsfeld[14][15]
- ab 1815: Großherzogtum Hessen, Provinz Oberhessen, Amt Romrod[16]
- ab 1821: Großherzogtum Hessen, Provinz Oberhessen, Landratsbezirk Kirtorf[17][Anm. 3]
- ab 1822: Großherzogtum Hessen, Provinz Oberhessen, Landratsbezirk Romrod
- ab 1829: Großherzogtum Hessen, Provinz Oberhessen, Landratsbezirk Alsfeld
- ab 1832: Großherzogtum Hessen, Provinz Oberhessen, Kreis Alsfeld
- ab 1848: Großherzogtum Hessen, Regierungsbezirk Alsfeld
- ab 1852: Großherzogtum Hessen, Provinz Oberhessen, Kreis Alsfeld
- ab 1867: Norddeutscher Bund, Großherzogtum Hessen, Provinz Oberhessen, Kreis Alsfeld
- ab 1871: Deutsches Reich, Großherzogtum Hessen, Provinz Oberhessen, Kreis Alsfeld
- ab 1918: Deutsches Reich, Volksstaat Hessen, Provinz Oberhessen, Kreis Alsfeld
- ab 1938: Deutsches Reich, Volksstaat Hessen, Landkreis Alsfeld
- ab 1945: Deutsches Reich, Amerikanische Besatzungszone,[Anm. 4] Groß-Hessen, Regierungsbezirk Darmstadt, Landkreis Alsfeld
- ab 1946: Deutsches Reich, Amerikanische Besatzungszone, Hessen, Regierungsbezirk Darmstadt, Landkreis Alsfeld
- ab 1949: Bundesrepublik Deutschland, Hessen, Regierungsbezirk Darmstadt, Landkreis Alsfeld
- ab 1972: Bundesrepublik Deutschland, Hessen, Regierungsbezirk Darmstadt, Vogelsbergkreis, Stadt Romrod
- ab 1981: Bundesrepublik Deutschland, Hessen, Regierungsbezirk Gießen, Vogelsbergkreis, Stadt Romrod

### Gerichtszugehörigkeit seit 1803
In der Landgrafschaft Hessen-Darmstadt wurde mit Ausführungsverordnung vom 9. Dezember 1803 das Gerichtswesen neu organisiert. Für die Provinz Oberhessen wurde das Hofgericht Gießen als Gericht der zweiten Instanz eingerichtet. Die Rechtsprechung der ersten Instanz wurde durch die Ämter bzw. Standesherren vorgenommen und somit für Zell durch das Amt Romrod. Das Hofgericht war für normale bürgerliche Streitsachen Gericht der zweiten Instanz, für standesherrliche Familienrechtssachen und Kriminalfälle die erste Instanz. Übergeordnet war das Oberappellationsgericht Darmstadt.
Mit der Gründung des Großherzogtums Hessen 1806 wurde diese Funktion beibehalten, während die Aufgaben der ersten Instanz 1821 im Rahmen der Trennung von Rechtsprechung und Verwaltung auf die neu geschaffenen Landgerichte übergingen. Das „Landgericht Homberg an der Ohm“ war das erstinstanzliche Gericht, das für Zell zuständig war. Aber bereits 1822 wurde Zell den Amtsbereich des Landgerichts Romrod zugewiesen. Dieses wurde 1829 in Landgericht Alsfeld umbenannt.
Anlässlich der Einführung des Gerichtsverfassungsgesetzes mit Wirkung vom 1. Oktober 1879, infolge derer die bisherigen großherzoglich hessischen Landgerichte durch Amtsgerichte an gleicher Stelle ersetzt wurden, während die neu geschaffenen Landgerichte nun als Obergerichte fungierten, kam es zur Umbenennung in Amtsgericht Alsfeld und Zuteilung zum Bezirk des Landgerichts Gießen. In der Bundesrepublik Deutschland sind die übergeordneten Instanzen das Landgericht Gießen, das Oberlandesgericht Frankfurt am Main sowie der Bundesgerichtshof als letzte Instanz.

### Einwohnerentwicklung
| • 1791: | 551 Einwohner             |
| • 1800: | 579 Einwohner             |
| • 1806: | 738 Einwohner, 121 Häuser |
| • 1829: | 763 Einwohner, 131 Häuser |
| • 1867: | 637 Einwohner, 108 Häuser |

| Zell: Einwohnerzahlen von 1791 bis 2011 | Zell: Einwohnerzahlen von 1791 bis 2011 | Zell: Einwohnerzahlen von 1791 bis 2011 | Zell: Einwohnerzahlen von 1791 bis 2011 | Zell: Einwohnerzahlen von 1791 bis 2011 |
| --- | --------------------------------------- | --------------------------------------- | --------------------------------------- | --------------------------------------- |
| Jahr |                                         |                                         |                                         | Einwohner                               |
| 1791 | 1791                                    |                                         | 551                                     | 551                                     |
| 1800 | 1800                                    |                                         | 579                                     | 579                                     |
| 1806 | 1806                                    |                                         | 738                                     | 738                                     |
| 1829 | 1829                                    |                                         | 763                                     | 763                                     |
| 1834 | 1834                                    |                                         | 701                                     | 701                                     |
| 1840 | 1840                                    |                                         | 734                                     | 734                                     |
| 1846 | 1846                                    |                                         | 722                                     | 722                                     |
| 1852 | 1852                                    |                                         | 673                                     | 673                                     |
| 1858 | 1858                                    |                                         | 681                                     | 681                                     |
| 1864 | 1864                                    |                                         | 677                                     | 677                                     |
| 1871 | 1871                                    |                                         | 676                                     | 676                                     |
| 1875 | 1875                                    |                                         | 684                                     | 684                                     |
| 1885 | 1885                                    |                                         | 627                                     | 627                                     |
| 1895 | 1895                                    |                                         | 609                                     | 609                                     |
| 1905 | 1905                                    |                                         | 632                                     | 632                                     |
| 1910 | 1910                                    |                                         | 634                                     | 634                                     |
| 1925 | 1925                                    |                                         | 628                                     | 628                                     |
| 1939 | 1939                                    |                                         | 841                                     | 841                                     |
| 1946 | 1946                                    |                                         | 1.065                                   | 1.065                                   |
| 1950 | 1950                                    |                                         | 1.058                                   | 1.058                                   |
| 1956 | 1956                                    |                                         | 872                                     | 872                                     |
| 1961 | 1961                                    |                                         | 820                                     | 820                                     |
| 1967 | 1967                                    |                                         | 776                                     | 776                                     |
| 1970 | 1970                                    |                                         | 756                                     | 756                                     |
| 1980 | 1980                                    |                                         | ?                                       | ?                                       |
| 1990 | 1990                                    |                                         | ?                                       | ?                                       |
| 2000 | 2000                                    |                                         | ?                                       | ?                                       |
| 2011 | 2011                                    |                                         | 705                                     | 705                                     |
| Datenquelle: Historisches Gemeindeverzeichnis für Hessen: Die Bevölkerung der Gemeinden 1834 bis 1967. Wiesbaden: Hessisches Statistisches Landesamt, 1968. Weitere Quellen: ; 1791:; Zensus 2011 |                                         |                                         |                                         |                                         |

### Historische Religionszugehörigkeit
| • 1829: | 761 evangelische, zwei katholische Einwohner                        |
| • 1961: | 641 evangelische (= 78,17 %), 154 katholische (= 18,78 %) Einwohner |

## Wirtschaft und Infrastruktur
- Die Gemarkung Zell ist die größte im Landkreis.
- Der Bahnhof Zell-Romrod ist ein Haltepunkt der Vogelsbergbahn.